# Le Jour où j'ai cultivé une étoile
Le Jour où j'ai cultivé une étoile (星をかった日, Hoshi o katta hi) est un court métrage d'animation japonais réalisé par Hayao Miyazaki du studio Ghibli, sorti en 2006 et diffusé uniquement au musée Ghibli.

## Synopsis
Un jour, en se promenant dans le désert, Nona, un jeune garçon, rencontra Ninia et décida de travailler pour elle, allant et venant jusqu'à un puits à vélo afin de lui ramener de l'eau. Il mena chaque jour cette tâche difficile à bien. 
Un beau jour, Nona rencontra une taupe, Skoppero, et une grenouille, Maykinso, qui lui vendirent une graine d'étoile.
Peu après qu'il l'eut plantée, celle-ci devint adulte. Nona doit alors l'aider à rejoindre ses sœurs dans le ciel.

## Conception du film
Le film s'inspire d'une histoire écrite par Naohisa Inoue. L'intrigue se déroule dans le monde d'Iblard, également mis en scène dans deux autres films du studio :Si tu tends l'oreille, réalisé par Yoshifumi Kondō en 1995, et Iblard Jikan, réalisé par Inoue en 2007.